# Kaliuntu (Buleleng)
Kaliuntu is een bestuurslaag in het regentschap Buleleng van de provincie Bali, Indonesië. Kaliuntu telt 5983 inwoners (volkstelling 2010).